# Peter Schneider (écrivain)
Pour les articles homonymes, voir Peter Schneider et Schneider.
Peter Schneider (né le 21 avril 1940 à Lübeck) est un écrivain allemand.

## Biographie
Il est le fils d'un compositeur et chef d'orchestre. Il passe son enfance à Kaliningrad et en Saxe puis de 1945 à 1950 à Grainau, près de Garmisch-Partenkirchen, ensuite à Fribourg-en-Brisgau. Après son abitur en 1959, il étudie dans les universités de Fribourg et Munich l'allemand, l'histoire et la philosophie. En 1962, il rejoint l'université libre de Berlin. Durant les élections fédérales de 1965, il a travaillé avec un certain nombre d'écrivains connus dans le "bureau de campagne" du SPD et rédige des discours dans l'équipe de campagne de Willy Brandt.
Il se radicalise ensuite et se fait l'un des organisateurs des mouvements sociaux de 1968 en Allemagne et Europe de l'Est. Par la suite, il devient un temps ouvrier dans les usines Bosch. Plus tard, il enseigne dans une école privée et travaille comme employé d'une radio indépendante. À cause de ses activités politiques, le rectorat de Berlin lui refuse en 1973 un poste d'enseignant, une mesure abrogée en 1976 par une décision du tribunal administratif de Berlin. 
Il se consacre alors à l'écriture et travaille à côté comme pigiste. Son roman Lenz, sorti en 1973 connaît un certain succès. Il revient sur ses années de militantisme et décrit sa vie après l'échec de l'utopie et la révolte. En 1979, il reçoit une bourse pour la Villa Massimo.
Peter Schneider écrit depuis romans, nouvelles et scénarios sur ce même sujet au fil du temps à Berlin et après la réunification. Il est également un essayiste influent. Il séjourne à plusieurs reprises en tant que professeur invité à l'université Stanford et de l'université de Princeton aux États-Unis. Il vit à Berlin.

## Œuvre
- Ansprachen. 1970
- Kulturrevolution. 1973 (avec Walter Kreipe)
- Lenz. 1973
- Schon bist du ein Verfassungsfeind. 1975
- Atempause. 1977
- Die Wette. 1978
- Messer im Kopf. 1979
- Die Botschaft des Pferdekopfs und andere Essais aus einem friedlichen Jahrzehnt. 1981
- Der Mauerspringer. 1982
- Unrecht für Ruhe und Ordnung. 1982
- Ratte – tot. (avec Peter-Jürgen Boock)
- Totoloque. 1985
- Das Ende der Befangenheit?. 1987
- Vati. 1987
- Deutsche Ängste. 1988
- Leyla und Medjnun. Märchen für Musik (Opéra ; avec Aras Ören (de). Musique : Detlev Glanert.) 1988
- Extreme Mittellage. 1990
- Wie die Spree in den Bosporus fließt. 1991 (avec Aras Ören)
- Paarungen. 1992
- Vom Ende der Gewißheit. 1994
- Das Versprechen oder Die Jahre der Mauer. 1995 (avec Margarethe von Trotta)
- Eduards Heimkehr. 1999
- Die Diktatur der Geschwindigkeit. 2000
- „Und wenn wir nur eine Stunde gewinnen…“ – Wie ein jüdischer Musiker die Nazi-Jahre überlebte. 2001 : sur Konrad Latte (de)
- Das Fest der Missverständnisse. 2003
- Skylla. 2005
- Rebellion und Wahn. 2008
- Die Lieben meiner Mutter. Köln 2013

### Édition en français
Toute l'édition en français de Peter Schneider (sauf mention contraire) est traduite par Nicole Casanova et sortie chez Grasset
- Te voilà un ennemi de la Constitution : comment le dossier du professeur Kleff s'est gonflé d'une manière inattendue, Flammarion, 1976
- Lenz, Flammarion, 1978
- Le Couteau dans la tête, scénario, 1979. (Film de Reinhard Hauff)
- Le Sable aux souliers de Baader : et autres essais pour une décennie de paix, Flammarion, 1980
- Le Sauteur de mur, 1983, rééd. 2000
- Cet homme-là, 1987
- L'Allemagne dans tous ses états, 1991
- La Ville des séparations, 1994
- Chute libre à Berlin, 2000
- Encore une heure de gagnée : comment un musicien juif survécut aux années du nazisme, 2002
- La Fête des malentendus, nouvelles, 2004
- Pour l'amour de Scylla, 2006
- Les Amours de ma mère, 2015

## Source, notes et références
- (de) Cet article est partiellement ou en totalité issu de l’article de Wikipédia en allemand intitulé « Peter Schneider (Schriftsteller) » (voir la liste des auteurs).